# Lovrenc na Pohorju
Lovrenc na Pohorju je urbanizirano, večinoma obcestno središčno naselje v severnem delu vzhodnega Pohorja, središče istoimenske občine. 

## Opis
Lovrenc na Pohorju obsega del ozemlja ob potoku Radoljni, v ribniško-lovrenškem podolju, jugozahodno od velike dravske vijuge, s katero prehaja reka Drava iz tesne soteske v široko Dravsko dolino nad Mariborom.

## Zgodovina
Lovrenc je naselje z več kot 900-letno zgodovino, teta 1091 je grof Engelbert I. Spanheim prvemu opatu šentpavelskega benediktinskega samostana Wecelinu, podaril tudi med drugim neposeljeno pokrajino ob Radoljni (heremum Radimlahc). Spanheimska darilna listina je tudi prvi pisni dokument, ki je povezan z območjem današnjega Lovrenca. Sprva se je kraj imenoval po potoku Radoljna, in sicer Radimlje. V listinah do sredine 13. stoletja zasledimo ime v različnih oblikah: Radimlahc, Redmil, Radmil, Radmilach. Vendar je bila dolina poseljene že pred tem, z redkimi pastirji, ki so prišli iz Radelj. Kamnita sekira najdena na Činžatu pa je očiten znak, da je bila tu naselitev že mnogo prej.
V 12. stoletju se je okoli na novozgrajene samostanske podružnice začelo oblikovati naselje. Sprva so kraj, zaradi nepomembne prometne vloge in značilnosti takratne pokrajine, imenovali Sv. Lovrenc v puščavi. Benediktinci so leta 1214 ustanovili župnijo, segajočo od Lobnice pa vse do potoka Velke na zahodu. Devet let kasneje, leta 1222, se je kraj razvijal že v pravo trško naselje, in kmalu zatem tudi od Leopolda III dobil trške pravice. Vsaki ponedeljek je od takrat bil sejem. Iz teh časov je znan tudi prvi popis prebivalstva kraja.
Kraj je bil v 15. stoletju pod vplivom raznim vpadom limbuških in vuzeniških gospodov ter Otona Pergauerja, ki je bil oskrbnik celjskih grofov na Muti, in je leta 1407 požgal grad na Fali, dravski brod ter upravni dom v Lovrencu, vključno s cerkvijo in trgom. Šentpavelski opat je v naslednjih letih zgradil novo cerkev in utrdil obrambni zid, kateri pa je odigral pomembno vlogo v 15. stoletju v času turških vpadov.
Lovrencu je dala še večji pomen leta 1627 zgrajena romarska cerkev v Puščavi. 1766 je bila zgrajena sedanja župnijska cerkev. Narodno prebujanje Slovencev se je po letu 1861 razmahnilo tudi na lovrenškem. Slovenska čitalnica, zadružna dejavnost in narodnoobrambno gibanje so opravili pomembno delo, predvsem proti gospodarsko močnimi ter predvsem izkoriščevalskimi tržani iz Nemčije.

## Etimologija
Do leta 1952 se je naselje imenovalo Sveti Lovrenc na Pohorju. V Lovrenc na Pohorju je bilo preimenovano na osnovi "Zakona o imenovanju naselij in označevanju trgov, ulic in zgradb" iz leta 1948. Tako kot preimenovanje mnogih drugih krajev po Sloveniji v povojnem času je bilo tudi preimenovanje Svetega Lovrenca na Pohorju del obsežne kampanje oblasti, da se iz toponimov slovenskih krajev odstranijo vsi religiozni elementi.

## Prebivalstvo
Za poselitev je bilo kmetijstvo gospodarska osnova, ki je kazala človeku pot na Pohorje ter ga učila, da je krčil gozd in se postopoma udomačil zelo zgodaj na pohorskih nižinah in višinah. Sam potek naseljevanja je še malo proučen. Kamnita sekira najdena na Činžatu, dokazuje, da so tu ljudje bivali že v kameni dobi. Ugotovljeni so tudi sledovi rimskih cest, ki vodijo visoko na Pohorje, kjer so izkoriščali pohorske kamnolome.
Prvi naseljenci Lovrenške doline so bili kmetje s Koroške, kar se še danes pozna v mehki koroški govorici. Do 13. stoletja je kraj doživljal hitro preobrazbo z močno kolonizacijo. Vse več priseljencev je prihajalo iz Koroške. V 14. stoletju se je z razmahom ovčereje razširil naselitveni prostor v še višje lege Pohorja. Novi živinorejsko-ovčarski kmetijski obrati, imenovani srnice ali švajge, so omenjeni tudi na Kumnu.

### Gospodarstvo
Čeprav so možnosti za kmetovanje tod razmeroma ugodne, je glavna gospodarska dejavnost industrija, ki se je v pretelkosti razvila zaradi razpoložljive vodne sile in lesa iz okoliških gozdov. V 19. stoletju so se pojavili začetki industrializacije. Najmočnejšo vlogo je v tem obdobju imelo steklarstvo. Bogate zaloge lesa, razpoložljive vodne sile Radoljne, kremenčevega peska v tonalitih plasteh, dovoz apnenca z južne strani Pohorja, transport po Dravi, rudarstvo, oglarstvo, železarstvo... Vse to je narekovalo na vedno večji pretok ljudi v Lovrenc. Priselili so se številni Nemci z Bavarske, ki so postali lastniki gozdov, žag, lesne trgovine, steklarne in obrtnih delavnic. Prebivalstvo je vse do leta 1910 naraščalo. V letih 1910-1931 pa se je pokazal izreden padec v številu naseljencev. Nenaden preobrat je povzročilo prenehanje obratovanja nekaterih obrtnih delavnic, svoj davek pa je terjala tudi prva svetovna vojna. Vsa kasnejša desetletja pa je število prebivalcev naraščalo. Leta 1981 je imel Lovrenc okoli 2000 prebivalcev, danes pa jih že šteje več kot 3000.
Iz tradicije žag, kovačij, usnjarne, steklarne in talilnice železove rude, ki so jo zaprli sredi 19. stoletja, sta nastala tovarna kos in srpov in lesnopredelovalni obrat s prizvodnjo montažnih hiš.
| leto          | 1869 | 1881 | 1890 | 1900 | 1910 | 1931 | 1948 | 1953 | 1961 | 1971 | 1981 | 1991 |
| ------------- | ---- | ---- | ---- | ---- | ---- | ---- | ---- | ---- | ---- | ---- | ---- | ---- |
| število preb: | 1096 | 1100 | 1155 | 1213 | 1278 | 1116 | 1428 | 1603 | 1717 | 1884 | 2045 | 2019 |

Starostne kategorije prebivalstva v Lovrencu so v letu 1981 bile: delež mlade kvote prebivalstva do 15 let je znašal 25,8 %, produktivne 59,9 % in najstarejše kategorije do 60 let, 14,3 %. tudi razmerje med aktivnim in vzdrževanim prebivalstvom se je spreminjalo skozi desetletja. V letu 1961 je bila tretjina aktivnega prebivalstva zaposlena v industriji, nekoliko manj v kmetijstvu in gozdarstvu. Tudi v trgovini je bila zaposlenost visoka. Do leta 1971 se pokaže še večji priliv aktivnega prebivalstva v industriji, ki se stopnjuje v leto 1981. Prebivalci so začeli iskati zaslužek v bližnjih večjih središčih, kjer je bila možna zaposlitev v naglo razvijajoči industriji. K temu je pripomogla tudi boljša prometna povezava do kraja. Delež zaposlenih se je povečal tudi v drugih dejavnostih, predvsem v gradbeništvu, prometu, kulturi, izobraževanju, zdravstvu in socialnem varstvu ter v družbeno-političnih dejavnostih.
Tabela prikazuje aktivno prebivalstvo po dejavnosti v letih 1961, 1971 ter 1981:
| Panoge dejavnosti                  | 1961 | 1971 | 1981 |
| ---------------------------------- | ---- | ---- | ---- |
| Industrija in rudarstvo            | 302  | 362  | 501  |
| Kmetijstvo                         | 60   | 46   | 27   |
| Gozdarstvo                         | 90   | 74   | 51   |
| Gradbeništvo                       | 21   | 23   | 31   |
| Promet in zveze                    | 11   | 27   | 30   |
| Trgovina                           | 52   | 48   | 50   |
| Gostinstvo in turizem              | 1    | 48   | 11   |
| Obrt                               | 41   | 33   | 24   |
| Stnovanjsko-komunalne dejavnosti   | 4    | 2    | 2    |
| Izobraževanje, kulturne dejavnosti | 23   | 42   | 40   |
| Zdravstvo, socialno varstvo        | 4    | 42   | 39   |

Zanimiv kazalec napredka je izobrazbena struktura prebivalstva. Gospodarske dejavnosti zahtevajo vedno več kvalificiranega kadra, s tem pa je povezana zahteva po ustrezni šolski izobrazbi prebivalcev. Vedno večje je število ljudi z ustrezno izobrazbo in vedno manj z nedokončanimi razredi osnovne šole.
Spremembe so nastajale tudi v številu in tipu gospodinjstev. Leta 1948 je bilo v kraju zabeleženih 404 gospodinjstev, leta 1981 608, 1991 pa že več kot 1000 gospodinjstev. V zadnjem času pa se ponovno kaže zanimanje za zemljo, vračanje na domačije... Še največ Lovrenčanov pa poleg služb kmetuje doma.
Spodnje tabele prikazujejo prebivalstvo od 15. leta po šolski izobrazbi za leta 1961, 1971 ter 1981.
1961:
|        |      | Brez šol | 4.razred OŠ | osnovna šola | Kv VKV | gimnazija | višja šola | fakulteta | neznano |
| ------ | ---- | -------- | ----------- | ------------ | ------ | --------- | ---------- | --------- | ------- |
| Skupaj | 1360 | 150      | 895         | 102          | 165    | 28        | 7          | 6         | 7       |
| %      | 100  | 11       | 65.8        | 7.5          | 12.1   | 2.1       | 0.5        | 0.5       | 0.5     |

1971:
|        |      | Brez šol | 4. razred OŠ | osnovna šola | Kv VKV | gimnazija | višja šola | fakulteta | neznano |
| ------ | ---- | -------- | ------------ | ------------ | ------ | --------- | ---------- | --------- | ------- |
| Skupaj | 1567 | 135      | 641          | 455          | 236    | 72        | 13         | 6         | 9       |
| %      | 100  | 8.6      | 40.9         | 29           | 15     | 4.6       | 0.9        | 0.4       | 0.6     |

1981:
|        |      | Brez šol | 4. razred OŠ | osnovna šola | Kv VKV | gimnazija | višja šola | fakulteta | neznano |
| ------ | ---- | -------- | ------------ | ------------ | ------ | --------- | ---------- | --------- | ------- |
| Skupaj | 1520 | 19       | 39           | 922          | 363    | 141       | 19         | 16        | 1       |
| %      | 100  | 1.2      | 2.6          | 60.7         | 23.9   | 9.3       | 1.2        | 1         | 0.1     |

## Gospodarstvo
V Lovrencu se je poleg kmetijstva (83 mlinov) uveljavilo še fužinarstvo (za tri fužine so posekali vse bukove gozdove - zato je danes Pohorje pretežno iglasto; iz ene izmed fužin je nastala tovarna kos in srpov), lesarstvo (108 žag), splavarstvo (splavarji so svojemu zavetniku sv. Miklavžu leta 1754 v trgu postavili znamenje), steklarstvo (17 glažut).
Danes se ukvarjajo z različnimi dejavnostmi, med njimi tudi z čebelarstvom. Leta 2011 je Čebelarsko društvo Lovrenc praznovalo 90 let.

### Obrt
Način življenja v 19.stoletju je bil tak, da so ljudje delali le za lastne potrebe. Nekmečka opravila obrtne narave so zato posebej priučeni ljudje opravljali na domu naročnika. Podatki o obrtnikih so zelo skopi. Za leto 1843 navaja vir, da je bilo v Lovrencu 11 obrtnikov. V opisu lovrenškega trga je navedeno, da bi naj leta 1840 bile v Lovrencu dve gostilni in da so najštevilnejši trški obrtniki mlinarji, krojači in čevljarji, bili združeni v cehe. Zaradi zaprtosti trga je bil splošni videz, da ni bilo razvito ne obrtništvo in ne trgovina. Začetek 20. stoletja lahko ocenimo kot zlato dobo lovrenške obrti.